# 久々野町立渚小学校
久々野町立渚小学校 （くぐのちょうりつ なぎさしょうがっこう）は、かつて岐阜県大野郡久々野町（現・高山市）に存在した公立小学校。

## 概要
- 大野郡久々野町の南部（旧・大野郡河内村の一部）の小学校であり、阿多粕、渚、長淀、木賊洞が校区であった1966年、久々野小学校に統合され廃校。
- 廃校後、校舎は1966年4月から1971年3月まで岐阜県立斐太実業高等学校朝日分校渚教室[注釈 3][1]として使用された。2018年現在、跡地は高山市渚体育館となっている。

## 沿革
- 1873年（明治6年） - 渚村に渚学校として開校。阿多粕村、渚村、長淀村、木賊洞村、引下村、小坊村、有道村の児童が通学する。
- 1875年（明治8年） - 宮村、阿多粕村、渚村、長淀村、木賊洞村、引下村、小坊村、有道村、無数河村、山梨村、久々野村、山之口村が合併し、位村となる。
- 1879年（明治12年） - 引下、小坊、有道地区を、御母衣学校へ委託。
- 1883年（明治16年）10月 - 位村が分立し、宮村、久々野村[注釈 4]、山之口村、河内村[注釈 5]になる。渚学校は河内村の学校となる。引下、小坊、有道地区は引き続き久々野村の御母衣学校に委託する。
- 1887年（明治20年） - 渚簡易科小学校に改称する。
- 1888年（明治21年） - 渚尋常小学校に改称する。
- 1897年（明治30年）4月1日 - 
  - 久々野村と河内村が合併し、久々野村が発足。
  - 引下、小坊、有道地区が、久々野尋常小学校校区へ正式に変更。
- 1941年（昭和16年）4月1日 - 渚国民学校に改称する。
- 1947年（昭和22年）4月1日 - 久々野村立渚小学校に改称する。渚中学校を併設。
- 1951年4月1日 - 久々野村が町制施行し、久々野町となる。同時に久々野町立渚小学校に改称する。
- 1960年（昭和35年）4月 - 町内の中学校の統合により渚中学校が廃校。久々野中学校渚分教場を併設する。
- 1962年（昭和37年）11月 - 久々野中学校渚分教場を廃止。単独校となる。
- 1966年（昭和41年）
  - 3月20日 - 廃校式。
  - 3月31日 - 久々野小学校に統合され廃校。